# Santa Baby
"Santa Baby" là một bài hát Giáng Sinh viết bởi Joan Javits (một tên thay thế của Jacob K. Javits) và Philip Springer. "Santa Baby" đã được hát lại bởi Ariana Grande, hợp tác với Liz Gillies. Nó được phát hành 10 tháng 12 năm 2013 trên iTunes và Amazon MP3 bởi Republic Records.